# Port lotniczy Greenville-Sinoe
Port lotniczy Greenville-Sinoe (ang. Greenville/Sinoe Airport, IATA: SNI, ICAO: GLGE) – czwarty co do wielkości liberyjski port lotniczy położony w Greenville.